# Defensa Robatsch
|       |       |       |       |       |       |       |       |       |  |
|       | a8 rd | b8 nd | c8 bd | d8 qd | e8 kd | f8 bd | g8 nd | h8 rd |  |
| a7 pd | b7 pd | c7 pd | d7 pd | e7 pd | f7 pd | g7    | h7 pd |       |  |
| a6    | b6    | c6    | d6    | e6    | f6    | g6 pd | h6    |       |  |
| a5    | b5    | c5    | d5    | e5    | f5    | g5    | h5    |       |  |
| a4    | b4    | c4    | d4    | e4 pl | f4    | g4    | h4    |       |  |
| a3    | b3    | c3    | d3    | e3    | f3    | g3    | h3    |       |  |
| a2 pl | b2 pl | c2 pl | d2 pl | e2    | f2 pl | g2 pl | h2 pl |       |  |
| a1 rl | b1 nl | c1 bl | d1 ql | e1 kl | f1 bl | g1 nl | h1 rl |       |  |
|       |       |       |       |       |       |       |       |       |  |

La Defensa Robatsch o Defensa Ufimsev (ECO B06) es una forma menor de enfrentarse a 1.e4, pero no por ello mala. Se trata de una jugada natural que puede transponer a otras aperturas, en las que las blancas se ven en líneas inferiores de esas aperturas, y que, desde el fianchetto, controla el centro. Con un juego lógico las negras no tienen por qué caer en desventaja, pero es muy difícil sacar ventaja. Similar a la defensa moderna, tiene ciertas características que comparten.
1.e4 g6
2.d4 Ag7
3.Cf3 d6
4.c4 Ag4